# Caligo martia
Caligo martia är en fjärilsart som beskrevs av Pierre André Latreille och Jean Baptiste Godart 1824. Caligo martia ingår i släktet Caligo och familjen praktfjärilar. Inga underarter finns listade i Catalogue of Life.

## Bildgalleri

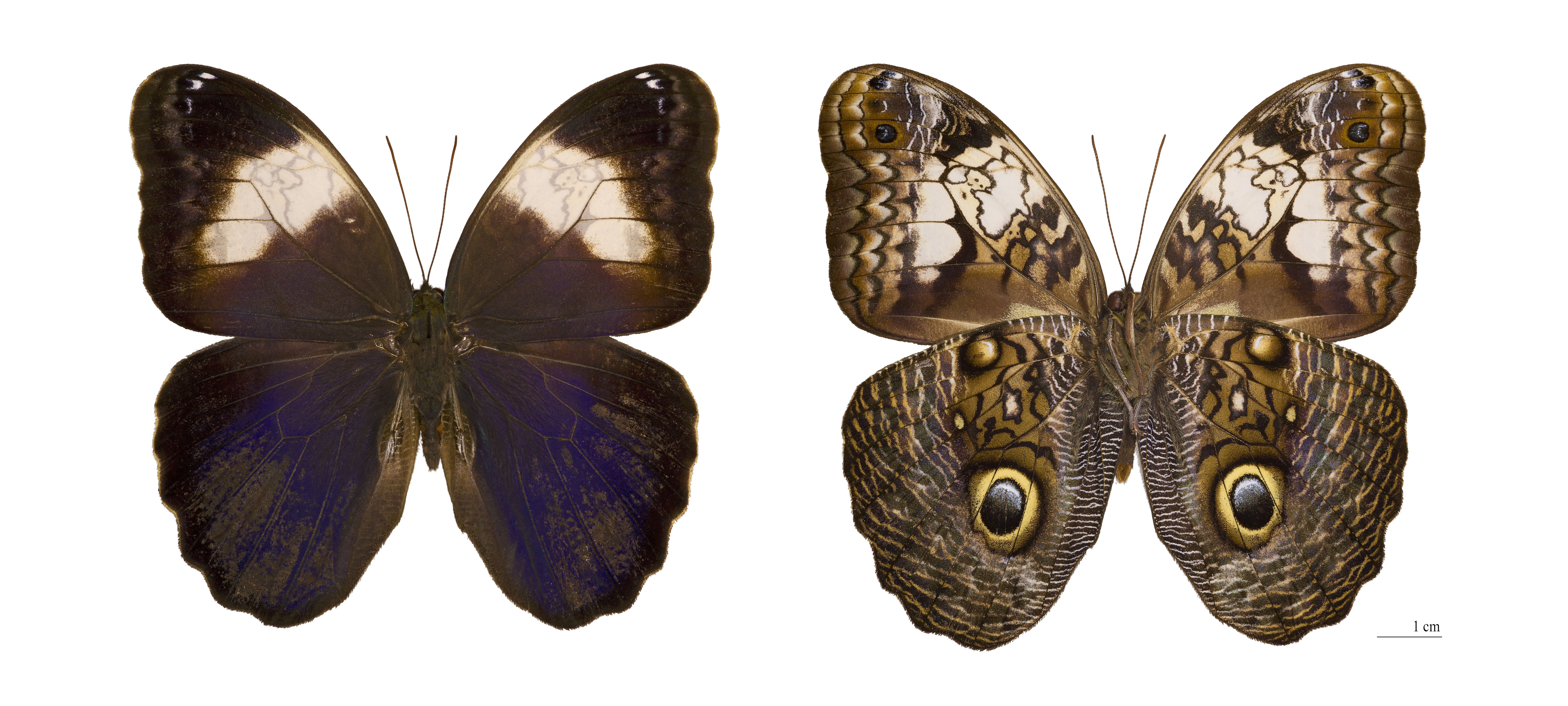